# غودفري مورغان
غودفري مورغان: لغز من كاليفورنيا (بالفرنسية: L'École des Robinsons)، (بالإنجليزية: Godfrey Morgan) هي رواية من تأليف الروائي جول فيرن صدرت عام 1882، نشرت أيضا باسم مدرسة كروزو.
وتحكي شاب ثري يدعى "غودفري مورغان"، ينطلق مع مدربه الأستاذ أرتليت، من سان فرانسيسكو، كاليفورنيا في رحلة عبر المحيط وحول العالم. وتتحطم بهم السفينة على جزيرة غير مأهولة في المحيط الهادئ حيث يواجهون سلسلة من المحن. ويقابلون أحد العبيد ويدعى "كاريفينوتو"، والذي جلبه أكلة لحوم البشر إلى الجزيرة. الرواية هي من فرع الأدب الروبنسوني، الذي يتبع رواية روبنسون كروزو للكاتب دانيال ديفو.